# Ayvalık
Ayvalık este un oraș din Turcia. Este situat pe o insulă.